# Elisabet Ribbing
Elisabet Ribbing, född 1 januari 1596 på Fästered, Finnekumla socken, Kinds härad, död 24 april 1662 på Klagstorp, Norra Kyrketorps socken Skaraborgs län var en svensk adelsdam. Hon var dotter till rikskattemästare Seved Svensson Ribbing och Anna Gyllenstierna.
Kammarjungfru (kammarfröken) hos änkedrottning Kristina. Hemligt gift 5 mars 1620 med prins Karl Filip av Sverige (1601–1622) med vilken hon fick dottern Elisabet Carlsdotter (Gyllenhielm). Äktenskapet med hertig Karl Filip var hemligt på grund av att änkedrottningen förbjudit det. Hennes syster var bröllopsvittne. Vigselkontraktet hade följande ord: "Edher trogne Man så länge jagh lefwer, Carolus Philippus. – Edhers Furstlige Nådes underdånighe Tjenarinna så länge jagh lefwer, Elisabeth Ribbing." Hon höll äktenskapet hemligt, och pressades därför att gifta sig med släktingen Knut Lilliehöök, vilket hon i det läget var tvungen till att vägra. 
Då hon blev änka, två år efter giftermålet, var hon gravid och utsattes för trakasserier av sin familj innan systern Christina berättade att hon varit vittne till vigselakten. Hon gifte senare om sig med landshövdingen i Åbo, Knut Lilliehöök (1603–64) med vilken hon fick sonen Nils Lilliehök af Fårdala. Dottern Elisabet fostrades hos sin farmor.